# Tempel van Hercules Musarum
De Tempel van Hercules Musarum (Latijn:Aedes Herculis Musarum) was een tempel in het Oude Rome.

## Geschiedenis
De tempel was gebouwd door Marcus Fulvius Nobilior, die in 189 v.Chr. de Griekse stad Ambracia had veroverd en geplunderd. Waarschijnlijk werd de tempel voltooid na zijn triomftocht in 187 v.Chr.. Fulvius wijdde de tempel aan Hercules en de Muzen (Musarum), nadat hij in Griekenland had geleerd dat Hercules een musagetes, een leider van de Muzen, was.

In de tempel liet hij een kopie van de Fasti, de Romeinse kalender, plaatsen, evenals de uit Ambracia geroofde standbeelden van de negen Muzen en andere kunstschatten.

De tempel stond dicht bij het Circus Flaminius op het Marsveld, een plaats waar in deze jaren vele tempels werden gebouwd door zegevierende Romeinse generaals. De Tempel van Hercules Musarum stond naast de Porticus van Metellus, die enige jaren later werd gebouwd.
In 29 v.Chr. liet Lucius Marcius Philippus, de tempel restaureren en bouwde er een porticus omheen.
Een deel van het grondplan van de tempel en de porticus is bekend, omdat het staat afgebeeld op een bewaard gebleven fragment van de Forma Urbis Romae, de marmeren stadskaart uit het begin van de 3e eeuw.

## Porticus van Philippus
De Porticus van Philippus (Latijn:Porticus Philippi) was de zuilengalerij die Lucius Marcius Philippus bij de restauratie van de Tempel van Hercules om het heiligdom heen liet bouwen. In de porticus stonden enkele befaamde kunstwerken opgesteld en er waren kapsalons gevestigd.

## Referentie
Tempel van Hercules Musarum:
- S. Platner, A topographical dictionary of ancient Rome, London 1929. Art. Aedes Herculis Musarum

Porticus van Philippus:
- S. Platner, A topographical dictionary of ancient Rome, London 1929. Art. Porticus